# CRC Press
Pour les articles homonymes, voir CRC.
CRC Press est une société spécialisée dans la publication de livres techniques et scientifiques dans de très nombreux domaines de recherche. Bien que la plupart de ses livres traitent d'ingénierie, de sciences et de mathématiques, il édite également des livres sur les affaires et les technologies de l'information. En 2009, c'est une filiale du groupe Taylor & Francis.

## Histoire
CRC Press se nommait à l'origine Chemical Rubber Company (CRC), fournisseur en matériel de laboratoire pour les chimistes. En 1913, la CRC se mit à offrir un manuel, le Rubber Handbook, pour faire la réclame de ses produits. Dès lors, le Rubber Handbook est devenu CRC Handbook of Chemistry and Physics, le produit vedette de cette compagnie.
En 1973, fort du succès de ses ventes de livres, la compagnie changea son nom en « CRC Press, LCC » et abandonna la vente de matériel.
Le CRC Handbook of Chemistry and Physics est considéré comme une ressource importante pour la recherche scientifique. Son édition 2014 est la 95e édition. Elle est parfois surnommée en anglais la « Rubber Bible ».

## Ouvrages publiés
- (en) W. M. Haynes (dir.), CRC Handbook of Chemistry and Physics, 2014, 95e éd., 2693 p. (ISBN 978-1-4822-0867-2 et 1-4822-0867-9).
- (en) Zvi Rappoport (dir.), CRC Handbook of Tables for Organic Compound Identification, Boca Raton, Floride, CRC Press, 1966, 3e éd., 576 p. (ISBN 978-0-8493-0303-6, DOI 10.1201/9781439832981.fmatt).